# Aleksandr Bútlerov
Aleksandr Mijáilovich Bútlerov (en ruso: Алекса́ндр Миха́йлович Бу́тлеров; 3 de septiembrejul./ 15 de septiembre de 1828greg., Chístopol, Gobernación de Kazán, Imperio ruso – 5 de agostojul./ 17 de agosto de 1886greg., Bútlerovka, Gobernación de Kazán, Imperio ruso). Fue un químico ruso, conocido por ser uno de los principales creadores de la teoría de la estructura química, el primero en incorporar enlaces covalentes dobles en las fórmulas estructurales y el descubridor de la hexamina (1859) y de la reacción de la formosa.
Uno de sus alumnos de la Universidad de Kazán más destacados fue Aleksandr Záitsev (1841-1910), también un reconocido químico orgánico.

## Biografía
Bútlerov nació en una familia de terratenientes de la provincia de Kazán. Era hijo de Sofía Alexandrovna Strelkovoi y de Mijaíl Vasílievich Bútlerov, un oficial retirado que combatió contra las tropas francesas durante la invasión napoleónica de Rusia en 1812. Pasó su infancia en el pueblo de su padre, Bútlerovka, y más adelante se trasladó a Kazán.
Se educó en un liceo de Kazán, donde aprendió la lengua francesa, y entre 1844 y 1849 fue alumno de la Universidad de Kazán, donde destacó en ciencias naturales, mostrando un gran interés por la botánica y la zoología. En 1849 escribió una tesis sobre las "Mariposas diurnas de la fauna del Volga-Ural". Esta formación temprana contribuyó a que, tras convertirse en un químico con una gran reputación internacional, todavía conservase su interés por la vida silvestre y, en particular, fue uno de los organizadores y colaborador permanente de la revista "La hoja de la apicultura".
Tras su licenciatura, decidió permanecer en la universidad para prepararse para la cátedra. En 1854, aprobó el examen y defendió su tesis para un doctorado en química. En los años siguientes aportó numerosas ideas sobre todo al campo teórico de la química, y en 1858, durante su primer viaje al extranjero, expuso en la reunión de la Sociedad Química de París sus puntos de vista, que tres años más tarde se convertirían en el tema de su famoso informe en una forma más desarrollada "Sobre la estructura química de la materia".
Desde 1849 fue profesor (desde 1854 extraordinario, y a partir de 1857 ordinario) de química en la Universidad de Kazán. Entre 1860-1863 fue rector de la universidad.
En 1868 recibió el Premio Lomonosov, siendo elegido profesor de química en la Universidad de San Petersburgo. En su presentación, Dmitri Mendeléyev escribió: 

A. M. Butlerov es uno de los científicos rusos más notables. Es ruso tanto en términos de educación como en la originalidad de sus obras. Alumno del famoso académico Nikolái Zinin, se convirtió en químico no en tierras extranjeras, sino en Kazán, donde continúa desarrollando una escuela química independiente. La dirección de la obra científica de Aleksandr Mijáilovich no constituye la continuación o el desarrollo de las ideas de sus predecesores, sino que le pertenece a él mismo. En química, existe una escuela Butlérov, una orientación Butlérov.

En San Petersburgo, Butlérov desarrollo sus trabajos sobre compuestos insaturados, comenzado en Kazán, y también continuó su trabajo teórico.
En 1885 se retiró, pero continuó siendo ponente en los cursos especiales de conferencias de la universidad. En 1870 fue elegido miembro adjunto, en 1871 extraordinario, y en 1874 académico ordinario de la Academia de Ciencias de San Petersburgo. Entre 1878 y 1882 sucedió a Nikolái Zinin como presidente del Departamento de Química de la Sociedad Química Rusa.
Miembro honorario de muchas otras sociedades científicas en Rusia y en el extranjero, el 14 de mayo de 1885 pronunció su última conferencia, hablando con orgullo sobre el crecimiento de la ciencia química rusa y predijo un futuro brillante para ella.
Butlerov murió en la aldea de Butlerovka de la provincia de Kazán en 1886.
Fue uno de los iniciadores de la mayor escuela de química de Rusia (con centros en Kazán, San Petersburgo y Moscú, que debe su apogeo a Vladímir Markóvnikov), continuando el desarrollo de la química orgánica, y aportando una contribución significativa al mundo de la ciencia en general.
Su esposa, Nadezhda Mikhailovna Glumilina (1828-1886), era sobrina de Serguéi Aksákov.

## Reconocimientos

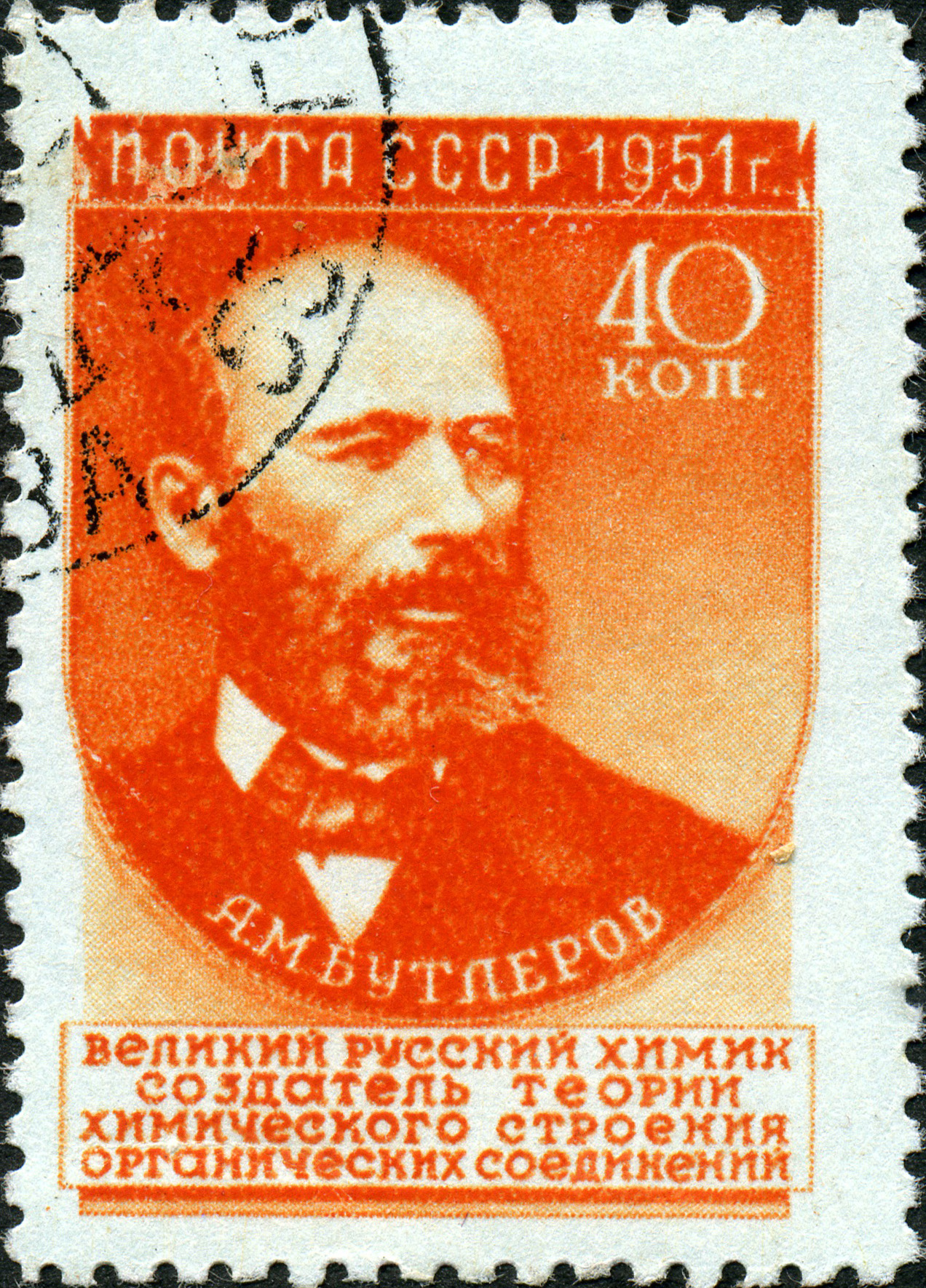
1951 Alexander Butlerov. Sello de la URSS.

- El cráter lunar Bútlerov fue nombrado en su honor.[4]
- El servicio postal de la URSS le dedicó en sello en 1951.